# Giovanni Vincenzo Auna
Giovanni Vincenzo Auna (Montechiaro d'Asti, 11 giugno 1756 – Milano, 16 novembre 1832) è stato un magistrato italiano.

## Biografia
Nato da modesta famiglia a Montechiaro d'Asti, fece i primi studi nel locale Regio Collegio fondato nel 1720 dal teologo G.D. Petratti e allora retto dal teologo Adorni. Passò poi all' Università di Torino, dove si laureò con lode in Giurisprudenza. Lavorò per alcuni anni nell'Ufficio dell'Avvocato dei Poveri e fu poi chiamato a far parte del Senato del Piemonte nella Classe civile. Nel 1801 fu nominato Senatore Reggente del Regio Consiglio di Giustizia di Novara. 
Succeduta la dominazione francese, Auna fu promosso Presidente dei tre Tribunali di Novara (speciale-criminale, di prima istanza e di commercio).
Quando il territorio novarese venne staccato dal Piemonte e annesso al napoleonico Regno d'Italia,  Auna si trasferì a Milano, dove gli venne affidato l'incarico di presidente del tribunale d'Appello del dipartimento dell'Olona e membro della Corte di Cassazione. 
Alla caduta di Napoleone, il compromesso Auna fu mandato in pensione dal restaurato governo asburgico e si ritirò a vita privata, dividendosi tra la sua casa di Milano e l'antico palazzo avito di Montechiaro: qui aveva raccolto tutti i cimeli bonapartisti in suo possesso, tra cui una copia del Codice civile tradotto in italiano, con dedica autografa dell'imperatore Napoleone. 
Cattolico sincero, di animo amabile e generoso, per testamento lasciò un sussidio ai poveri del suo paese natale. La sorella Marianna Auna Adorni, poco dopo la morte del fratello, fece eseguire allo scultore Antonio Giovanni Labus un busto "all'antica" in marmo dell'Auna, poi donato dagli eredi Adorni al Museo del Risorgimento di Asti.
Nel 1962 la città di Asti gli ha dedicato una via.

## Incarichi
Il governo francese gli affidò il compito, insieme a cinque altri magistrati, di tradurre in italiano il Codice civile francese. (il "Codice Napoleone") per il neonato Regno d'Italia (1805-1814). L'ottimo lavoro svolto, gli valse il titolo di barone (1810) e la promozione a giudice della Corte di cassazione di Milano.